# Revue Belge

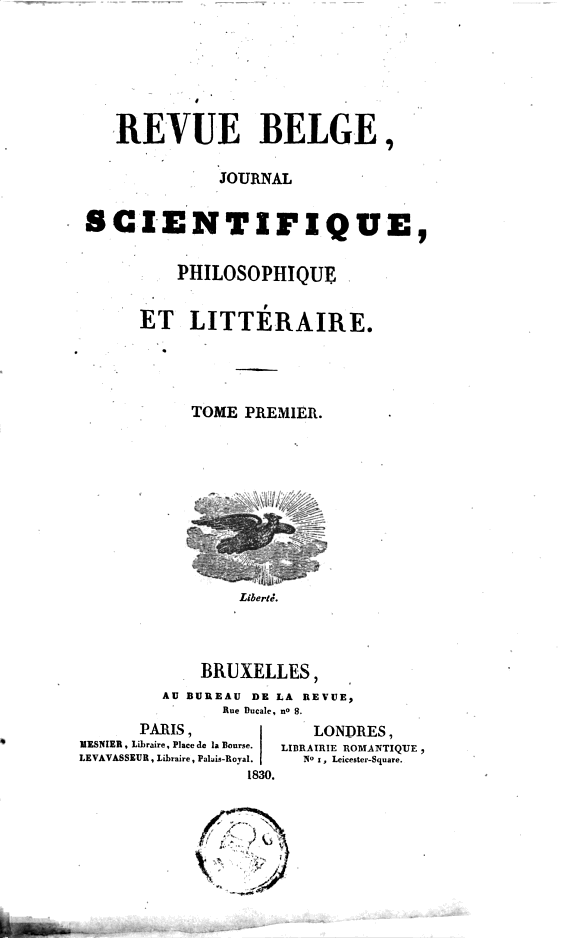
Titelpagina 1830

De Revue Belge, Journal scientifique, philosophique et littéraire (1830-1843) was een Belgisch Franstalig tijdschrift dat enige bekendheid kreeg in het tweede kwart van de 19de eeuw, in de jaren van de Belgische Revolutie (1830-1839). 
Het moet niet worden verward met de Revue belge die werd vanaf 1835 werd uitgegeven door de mede door Theodoor Weustenraad opgerichte 'Association nationale pour l'encouragement et le développement de la littérature en Belgique (Luik, 1834), een Franstalig tijdschrift dat zich sterk maakte voor het tot leven wekken van de Belgische identiteit op cultureel, vooral literair gebied.